# Discoveryprogrammet
För andra betydelser, se Discovery.

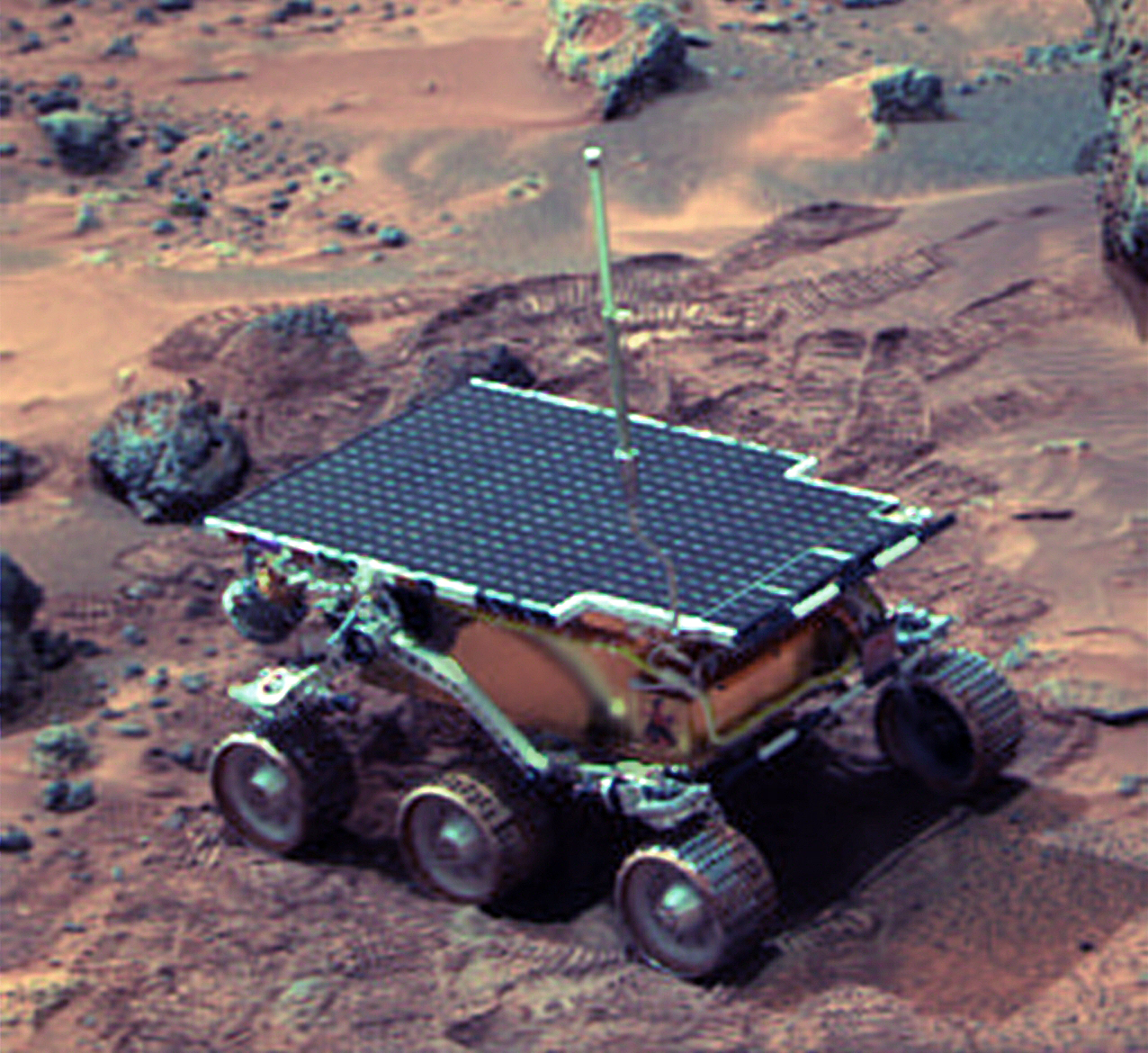
Sojourner (Mars Pathfinder)

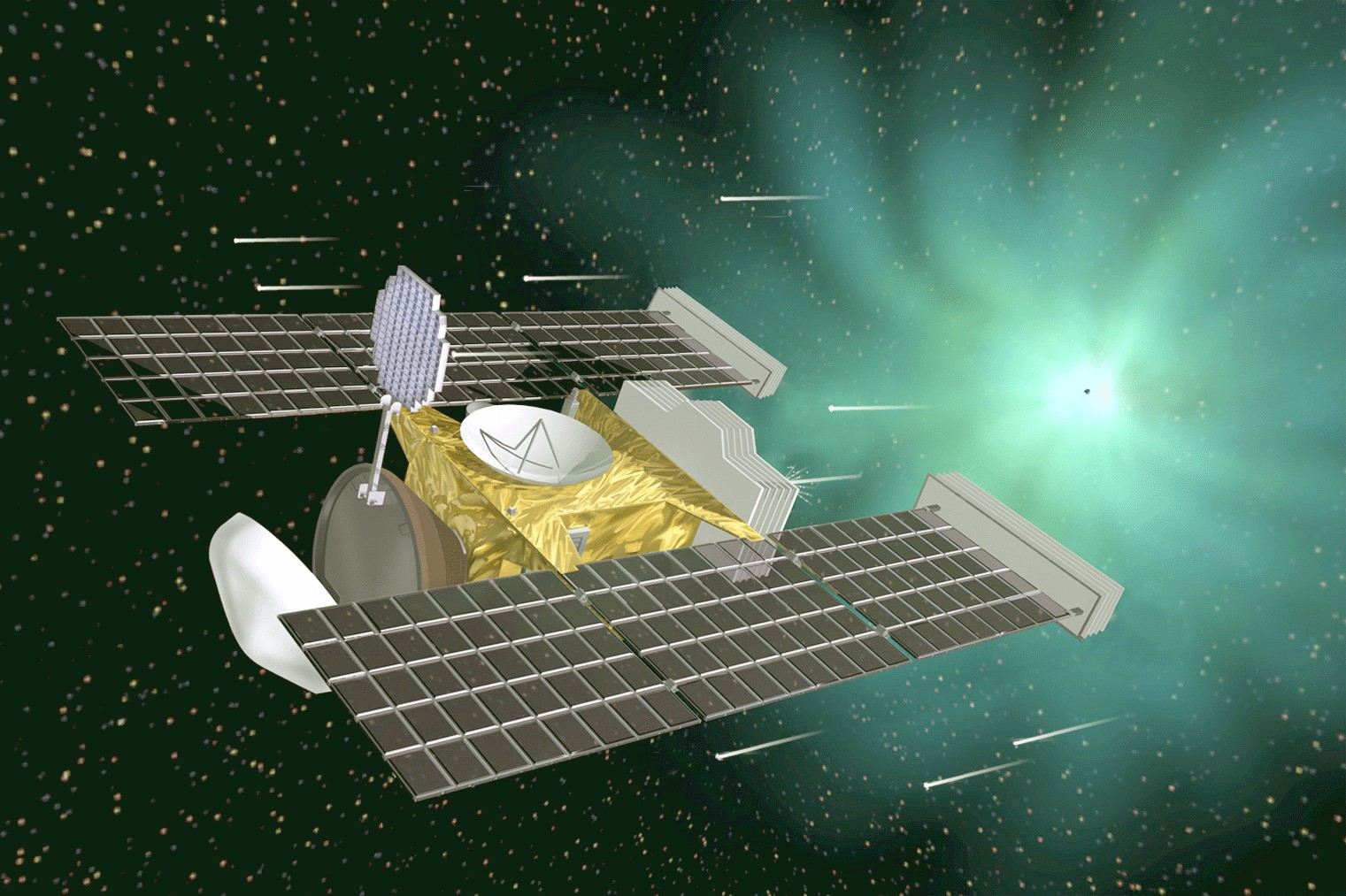
Stardust

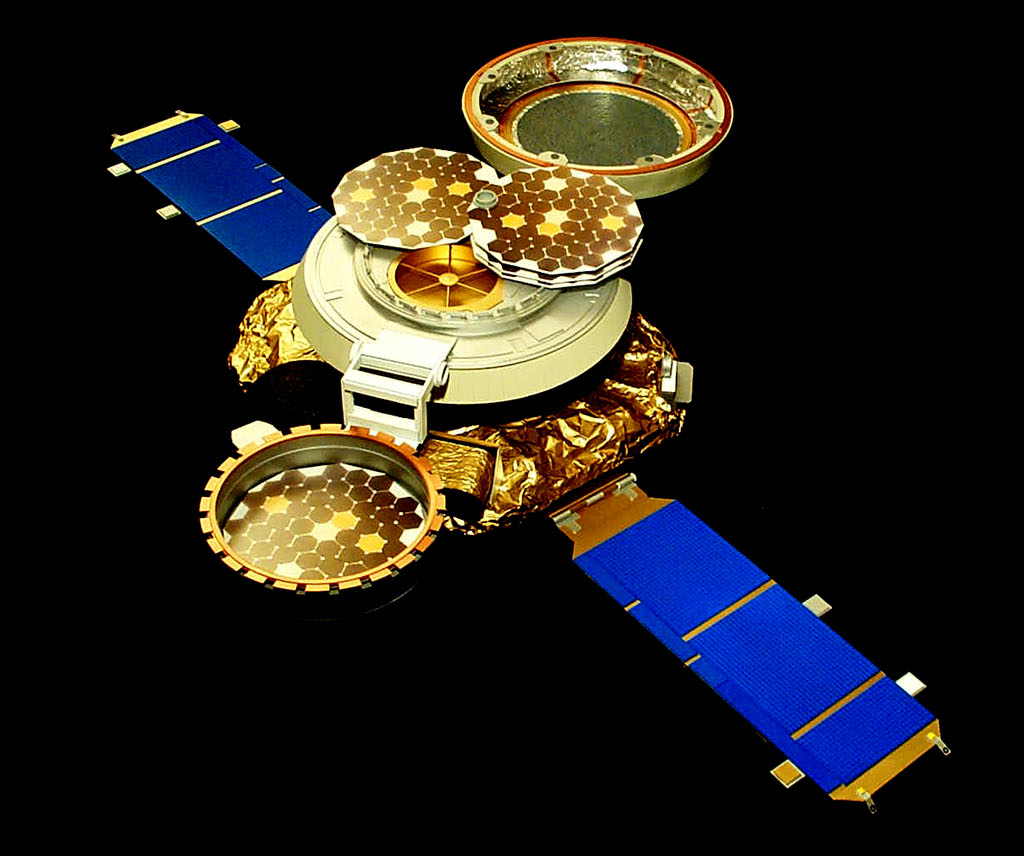
Genesis

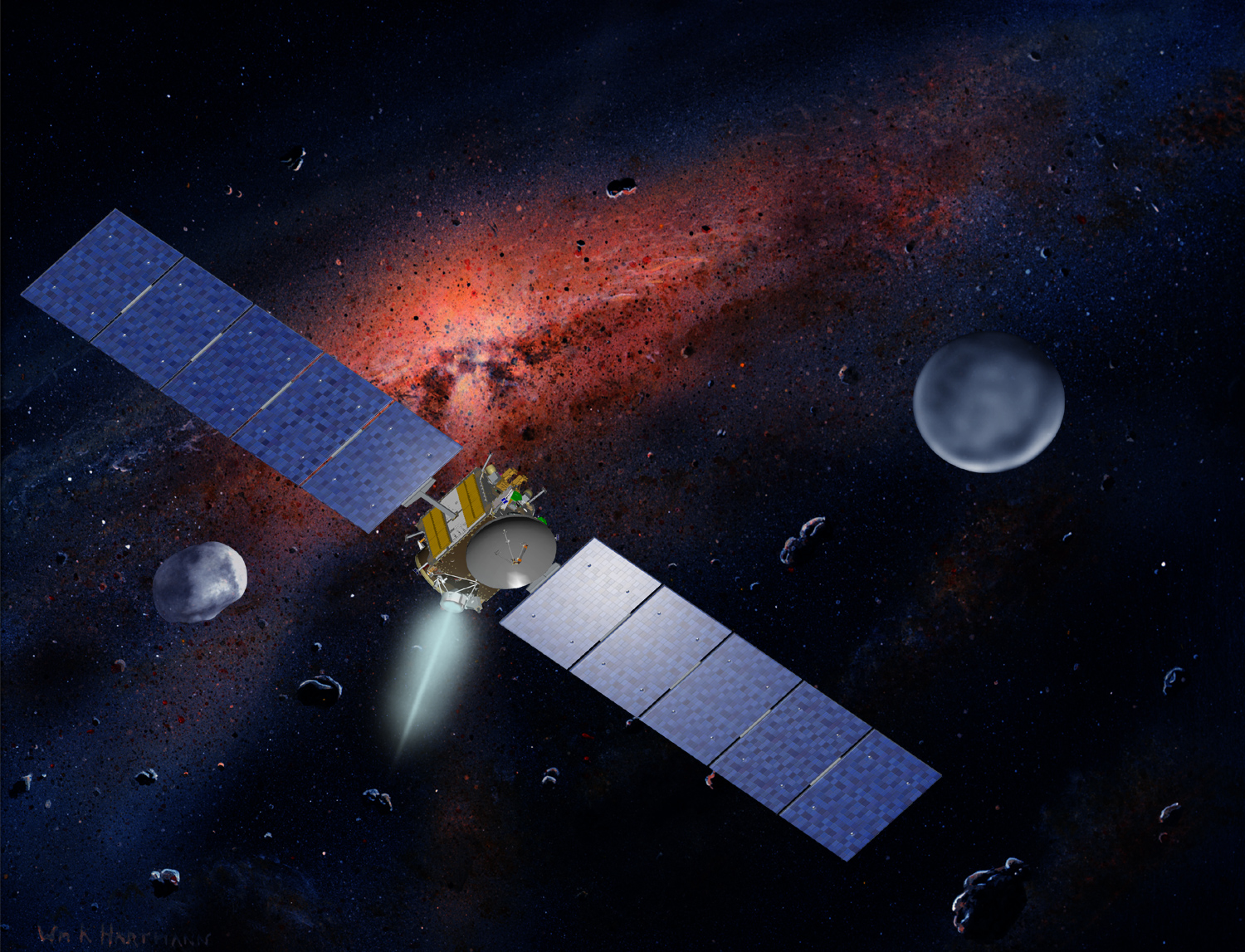
Dawn

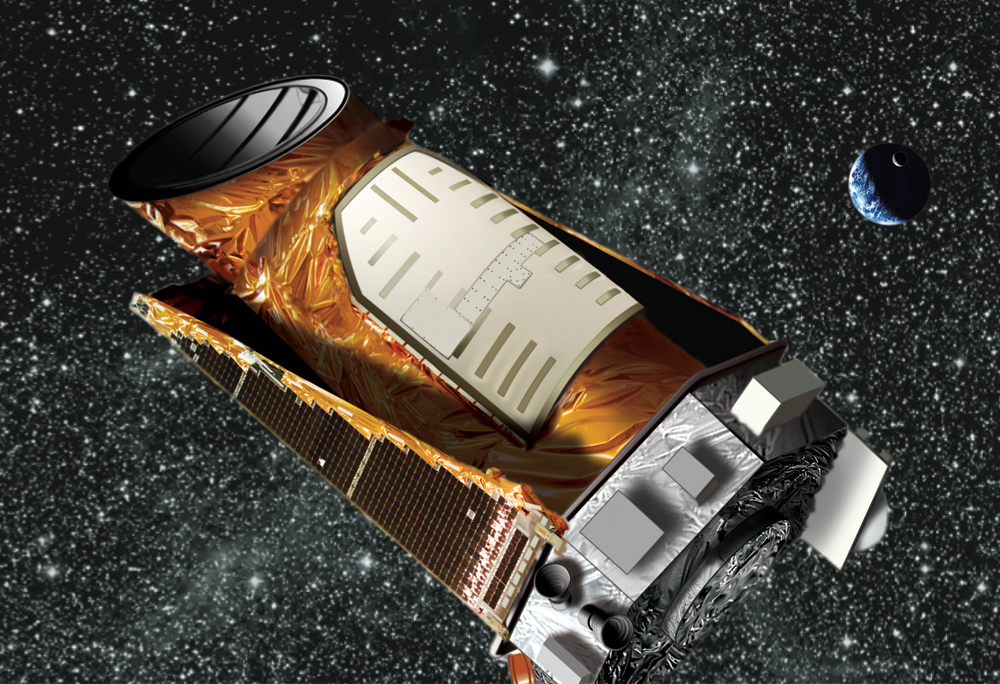
Kepler

Discoveryprogrammet är ett Nasaprojekt med en serie relativt billiga, specialiserade rymdsonder. Programmet grundades för att fullfölja Nasa-administratören Daniel S. Goldins vision av "snabbare, bättre, billigare" planetforskningssonder.

## Framgångsrikt avslutade uppdrag
- NEAR Shoemaker, en rymdsond vars uppdrag var att studera asteroider, fullföljde sina uppgifter och är nu avstängd efter att ha lyckats landa på 433 Eros.
- Mars Pathfinder, en marslandare med miniatyrrovern Sojourner, fullföljde sitt uppdrag och är nu avstängd.
- Lunar Prospector, en månkretsare, uppnådde alla målsättningar och kraschades avsiktligt på månens yta.
- Deep Impact, ett uppdrag där en rymdsond avsiktligt kolliderade med en komet har fortfarande en fungerande farkostdel som skulle kunna användas i en förlängning av programmet.
- Stardust, en rymdsond som samlade prover från en kometsvans, återvände med proven till jorden 15 januari, 2006. Moderskeppet är i omloppsbana runt solen och skulle kunna användas i en förlängning av uppdraget.
- Moon Mineralogy Mapper (M3) är en 'Discovery Mission of Opportunity' (ett NASA-instrument ombord en anna rymdorganisations rymdsond). Den skall studera Månens mineraler under hög upplösning, och är ombord ISROs Chandrayaan-1-kretsare.
- Gravity Recovery and Interior Laboratory (GRAIL) två rymdsonder som studerade månens gravitation.
- MESSENGER, en Merkuriussond skickades iväg augusti 2004, och gick in i omloppsbana runt planeten i mars 2011. Flygningen avslutades genom att rymdsonden kraschades på planeten i april 2015
- Dawn, skickades iväg september 2007, för att undersöka dvärgplaneten Ceres och den stora asteroiden Vesta. Den 1 november 2018 tog bränslet slut
- Keplerteleskopet, specifikt utformat rymdteleskop för att söka efter jordliknande exoplaneter bortom solsystemet. Den 30 oktober 2018 pensionerades teleskopet, då det inte längre har bränsle kvar för attitydkontroll.
- InSight en marslandare. Sista kontakt den 15 december 2022.

## Delvis misslyckade uppdrag
- Genesis, en rymdsond som framgångsrikt samlade solvindspartiklar, men returkapselns fallskärm utlöstes inte och kapseln kraschade därför i Utahöknen. Preliminära uppgifter tyder på att några av proverna överlevde kraschen och en del vetenskapliga data kan kanske utvinnas från dem.

## Misslyckade uppdrag
- CONTOUR, en rymdsond som skulle ha besökt flera kometer, exploderade strax efter uppskjutningen.

## Pågående uppdrag
- ASPERA-3 är en 'Discovery Mission of Opportunity' (ett NASA-instrument ombord en annan rymdorganisations rymdsond). Den är avsedd att studera växelverkan mellan solvinden och Mars atmosfär, ombord ESAs Mars Express-kretsare.
- Lucy en rymdsond som ska studera flera av Jupiters trojaner.
- Psyche en rymdsond som ska studera asteroiden 16 Psyche.

## Framtida uppdrag
- VERITAS en rymdsond som ska studera planeten Venus
- DAVINCI+ en rymdsond som ska studera planeten Venus